# Undă transversală

Undă transversală plană

Propagarea undei transversale sferice într-o rețea 2D

Se numesc unde transversale acele unde pentru care elongația este o mărime vectorială care oscilează într-un plan normal pe direcția de propagare. 
Cel mai important caz de unde transversale sunt Undele Electromagnetice. O caracteristică specială a radiației electromagnetice este că, spre deosebire de undele mecanice care necesită un mediu de propagare, acestea nu necesită un mediu de propagare și pot face acest lucru în vid.
- Aceasta nu înseamnă că nu există unde electromagnetice care se deplasează printr-un mediu mecanic. Unele unde transversale sunt unde mecanice, deoarece necesită un mediu fizic pentru propagarea lor. Aceste unde mecanice transversale se numesc unde T sau unde de forfecare.

- Undele electromagnetice se propagă cu viteza luminii, care în cazul vidului este de ordinul 3 ∙ 10 8.

Un caz foarte tipic al unei unde transversale este cel care apare atunci când o piatră (sau orice alt obiect) este aruncată în apă. Când se întâmplă acest lucru, se produc unde circulare care se propagă din locul în care piatra a lovit apa (sau focalizarea valului).Observarea acestor unde ne permite să apreciem modul în care direcția vibrației care are loc în apă este perpendiculară pe direcția de mișcare a undei. Acest lucru se vede cel mai bine dacă o geamandură este plasată în apropierea punctului de impact. Geamandura se ridică și cade vertical pe măsură ce sosesc fronturile de undă, care se mișcă orizontal. 
Mai complicată este mișcarea valurilor în ocean. Mișcarea sa implică nu numai studiul undelor transversale, ci și circulația curenților de apă când trec undele. Prin urmare, mișcarea reală a apei în mări și oceane nu poate fi redusă doar la o simplă mișcare armonică.
Un exemplu de undă electromagnetică este lumina vizibilă, care este radiația electromagnetică ale cărei lungimi de undă sunt cuprinse între 400 și 700 nm.
Un alt caz obișnuit al unei unde transversale este deplasarea unei vibrații de către o coardă.
Pentru aceste valuri, viteza cu care valul se deplasează în josul șirului întins este determinată de tensiunea din șir și de masa pe unitate de lungime a șirului. Astfel, viteza undei este calculată din următoarea expresie:
V = (T / m / L) 1/2
- T este tensiunea șirului,
- m masa sa
- L lungimea șirului.